# Джеръми Айрънс
Джеръми Джон Айрънс (на английски: Jeremy John Irons) е английски филмов, телевизионен и театрален актьор.
Носител е на множество награди, сред които почетна награда „Сезар“ (2002), награда „Оскар“ (1991), награда „Тони (1984), награда „Давид на Донатело“ (1991), награда на Гилдията на киноактьорите (2007 г.), две награди „Златен глобус“ (1991, 2007), три награди „Еми“ (1997, 2006, 2014) и много други. Номиниран е по веднъж за награда „Грами“ (1985) и за награда „Сатурн“ (1990), 2 пъти за наградите на БАФТА (1982), три пъти за наградите „Сателит“ (1997, 2005 и 2009).
През 1996 г. Айрънс става 14-ият изпълнител, спечелил Тройната корона на актьорското майсторство: „Оскар“ за най-добър актьор в главна роля за игралния филм от 1990 г. „Обрат на съдбата“, „Тони“ за най-добър театрален актьор за постановката от 1984 г. „Истинско нещо“ и „Еми“ за изключително изпълнение на глас зад кадър за документалния филм от 1996 г. „Великата война и формирането на 20 век: Война без край“ (1996), за изключителен поддържащ актьор в минисериал или филм в телевизионния сериал от 2005 г. „Елизабет I“ и за изключителен разказвач в епизода „Лъвска игра“ на документалния сериал от 2013 г. „Седмица на големите котки“.

## Биография и кариера

### Ранни години
Джеръми Айрънс е роден на 19 септември 1948 г. в град Каус на о-в Уайт, Англия в семейството на Пол Дюган Айрънс (1913 – 1983) – счетоводител и Барбара Ан Бретън Браймър (родена Шарп; 1914 – 1999) – домакиня. Заедно с английския той има шотландски и ирландски произход, проследявайки корените си до Графство Корк. Айрънс има брат Кристофър (роден 1943 г.) и сестра Фелисити Ан (родена 1944 г.).
Като малък посещава Англия веднъж годишно и не обича математиката. Учи в мъжкия интернат „Шерборн“ в Дорсет от 1962 до 1966 г., където практикува любимата си конна езда. Свири на барабани и хармоника в 4-членната училищна група на име The Four Pillars of Wisdom (от англ. „Четирите стълба на мъдростта“). Мечтае да стане ветеринарен лекар.

### Актьорска кариера

#### Ранни години
Айрънс се обучава за актьор в Театрална школа „Бристъл Олд Вик“ в продължение на 2 години. За да придобие практически опит, той става част от театралната трупа „Бристъл Олд Вик“ и играе в редица театрални постановки в град Бристъл. През 1971 г. се мести в Лондон и на 17 ноември 1971 г. е в ролите на Йоан Кръстител и Юда Искариотски в пиесата „Божие заклинание“ (Godspell) в „Раундхаус“, а след това и в Театър „Уиндам“ с общо 1128 участия. Развива успешна кариера на театрален актьор в „Уест Енд“, а в средата на 80-те години играе три главни роли в постановки на Кралската шекспирова компания.

#### Телевизия
Телевизионната му кариера започва по британската телевизия в началото на 70-те години и включва участия в детския сериал Play Away и ролята на Ференц Лист в сериала на Би Би Си „Известна жена“ (Notorious Woman, 1974). По-важните му участия са в адаптацията в 13 епизода на романа на Хърбърт Бейтс „Любов към Лидия“ (Love for Lydia) за телевизия „Лондон Уикенд“ през 1977 г. и ключовата му роля на пушещ лула германски студент в романтична връзка с героинята на Джуди Денч в адаптацията на романа на Ейдън Хигинс „Ленгриш, слезни“ (Langrishe, Go Down, 1978) по сценарий на Харолд Пинтър за телевизия Би Би Си.
Ролята, която значително вдига реномето му, е тази на Чарлз Райдър в „Завръщане в Брайдсхед“ – телевизионна адаптация от 1981 г. на едноименния роман на Ивлин Уо. Излъчен за пръв път по Ай Ти Ви, сериалът се нарежда сред най-успешните британски телевизионни драми, а Айрънс получава номинация за Златен глобус. Сериалът го събира повторно с Антъни Андрюс, с когото вече е играл в The Palisers – телевизионната адаптация от 1974 г. на едноименните романи на Антъни Тролъп. През 1981 г. се снима във филма „Жената на френския лейтенант“ (известен и със заглавието „Грешницата от Лайм Риджис“) с Мерил Стрийп по едноименния роман на Джон Фаулз.
След тези големи успехи през 1982 г. той изпълнява главната роля на полски строител в изгнание, работещ в района на Туикънъм в Югозападен Лондон, в независимия филм на Йежи Сколимовски Moonlighting. На 23 март 1991 г. Айрънс води американското предаване с комедийни скечове Saturday Night Live по телевизия Ен Би Си и се появява в ролята на Шерлок Холмс в скеча за партито-изненада за Шерлок Холмс. През март 2004 г. актьорът участва в благотворителното комедийно предаване по Би Би Си Comic Relief, където е в ролята на Сивиръс Снейп в скеча „Хари Потър и тайното нощно гърне от Азербейджан“. (Harry Potter and the Secret Chamberpot of Azerbaijan) – пародия на филмите за Хари Потър.
През 2005 г. Айрънс печели както наградата „Еми“, така и наградата „Златен глобус“ за поддържащата си роля в телевизионния минисериал „Елизабет I“, в който участва с Хелън Мирън (Кралица Елизабет I). Година по-късно той е един от участниците в третия сезон на документалната поредица на Би Би Си „Какъв си мислиш, че си ти?“ (Who Do You Think You Are?). През 2008 г. играе лорд Ветинари в „Цветът на магията“ по едноименната книга на Тери Пратчет, адаптация за канал Sky One.
През 2009 г. Айрънс е в ролята на фотографа Алфред Щиглиц редом до Джоан Алън в ролята на художничката Джорджия О‘Киф в биографичния филм на Lifetime Television „Джорджия О'Киф“. Той се появява и в документалния филм Faoi Lan Cheoil по ирландския телевизионен канал TG4, в който се учи да свири на цигулка.
На 12 януари 2011 г. е гост-звезда в епизода „Маска“ на американския телевизионен сериал „Закон и ред: Специални разследвания“, където играе д-р Кептън Джексън, секс терапевт. Той играе и в епизода „Тотем" от 30 март 2011 г. През 2011 г. Айрънс е звездата на американския кабелен телевизионен канал „Шоутайм“ в сериала „Династията на Борджиите“ – художествено пресъздаден разказ за едноименната ренесансова династия. На 8 ноември 2018 г. е съобщено, че Айрънс е избран за ролята на Ейдриън Вейд в сериала „Пазителите“ (Watchmen) по телевизия HBO.

#### Кино
Айрънс дебютира в киното в биографичния филм „Нижинский“ през 1980 г. Той се появява спорадично във филми през 80-те и 90-те години, включително в носителя на Златната палма в Кан „Мисията“ през 1986 г., и в ролята на близнаци гинеколози в „Смъртоносна връзка“ на Дейвид Кронънбърг през 1988 г. Други филми включват „Дани – световният шампион“ (Danny the Champion of the World, 1989), „Обрат на съдбата“ (1990), за който печели наградата „Оскар“ за най-добра мъжка роля, „Кафка“ (1991), „Вреда“ (1993), „Мадам Бътерфлай“ (1993), „Къщата на духовете“ (1993), в който отново си с партнира с Глен Клоуз и Мерил Стрийп, „Умирай трудно 3“ (1995) с участието на Брус Уилис и Самюъл Джаксън, „Открадната красота“ на Бернардо Бертолучи (1996), римейкът на „Лолита“ от 1997 г. и „Желязната маска“ от 1998 г., където е в ролята на мускетаря Арамис – антипод на Леонардо ди Каприо.
Други негови роли са тези на злия магьосник Профион във фентъзи филма „Подземия и дракони“ (2000) и Рупърт Гулд в „Географска дължина“ (Longitude, 2000). Той играе Юбер-Морлок във филма „Машината на времето“ (2002). През 2004 г. е главният герой във „Венецианският търговец“. През 2005 г. се появява във филмите „Казанова“, където е антипод на Хийт Леджър, и в „Небесно царство“ на Ридли Скот. Заедно с Джон Малкович играе в два филма: „Желязната маска“ (1998) и „Ерагон“ (2006), въпреки че в последния нямат общи сцени. През 2000 г. е член на журито на Филмовия фестивал в Кан, а през 2007 г. – на този в Сараево.
През 2008 г. Айрънс си партнира с Ед Харис и Виго Мортенсен в „Апалуза“, режисиран от Харис. През 2011 г. се появява заедно с Кевин Спейси в трилъра „Предел на риска“. През 2012 г. участва и работи като изпълнителен продуцент на документалния филм за околната среда Trashed. Актьорът играе математика Г. Х. Харди във филма от 2015 г. „Човекът, който познаваше безкрайността“ и Алфред Пениуърт във филма на Уорнър Брос „Батман срещу Супермен: Зората на справедливостта“ (2016) и „Лигата на справедливостта“ (2017). През 2018 г. е генерал Владимир Корчной в шпионския трилър на Франсис Лорънс „Червената лястовица“, базиран на едноименната книга на Джейсън Матюс.
През 2021 г. се очаква да излезе филмът „Гучи“ на Ридли Скот за убийството на известния италиански моден стилист Маурицио Гучи, в който Айрънс е в ролята на Маурицио Д'Анкона (псевдоним на Родолфо Гучи), италиански актьор и предприемач, баща на жертвата, и си партнира със звезди като Джаред Лето, Ал Пачино, Лейди Гага и др.

#### Театър
Айрънс е работил с Royal Shakespeare Company три пъти – през 1976, 1986 – 87 и 2010 г. След години на успех в театрите на „Уест Енд“ в Лондон той дебютира в Ню Йорк през 1984 г. и печели наградата „Тони“ за изпълнението си на Бродуей в пиесата на Том Стопард „Истинско нещо“ (The Real Thing) заедно с Глен Клоуз.
След отсъствие от лондонската сцена в продължение на 18 години, през 2006 г. актьорът участва заедно с Патрик Малахайд в театралната адаптация на Кристофър Хемптън на романа на Шандор Мараи „Свещите изгарят докрай“ (Embers) в Театъра на Херцога на Йорк.
Айрънс дебютира на сцената на Кралския национален театър в Лондон в ролята на бившия британски премиер Харолд Макмилан (1957 – 1963) в Never So Good – нова пиеса на Хауърд Брентън, която открива сезона в Малък театър на 19 март 2008 г. През 2009 г. актьорът играе на Бродуей като антипод на Джоан Алън в пиесата „Импресионизъм“. Пиесата е на сцена от 24 март 2009 г. в Театър „Джералд Шьонфелд“, но е прекратена на 10 май поради лош прием.

### Други сфери

#### Озвучаване
Айрънс развива активна звукозаписна дейност в различни области. Чете аудиокнигите „Завръщане в Брайдсхед“ на Ивлин Уо, „Алхимикът“ на Паулу Коелю, „Лолита“ на Владимир Набоков и „Джеймс и гигантската праскова“ на Роалд Дал.
Той е хвален за записа на поезията на Т. С. Елиът за BBC Radio 4. Започвайки през 2012 г. с „Пустата земя“, Айрънс записва Four Quartets през 2014 г., Love Song of J. Alfred Prufrock на стогодишнината от публикуването ѝ през 2015 г. и Old Possums' Book of Practical Cats през 2016 г. Накрая завършва записа на целия ТС Елиът, който е излъчен на Новата 2017 година.
През 2020 г. Айрънс е един от 40-те британски гласа, изчитащи от три до четири стиха (излъчвани ежедневно) на „Балада за Стария моряк“ – поема от 18 век в 150-стиха на Самюъл Тейлър Колридж.
Една от най-известните му филмови роли е тази на злодея Скар, която озвучава в анимационния филм на Уолт Дисни Пикчърс „Цар лъв“ (1994). Айрънс озвучава още три други атракции на Дисни Уърлд. От октомври 1994 г. до юли 2007 г. е разказвач в атракцията Spaceship Earth в тематичния парк Epcot във Флорида. Той е и разказвачът на английски в атракцията Studio Tram Tour: Behind the Magic в тематичния парк на Уолт Дисни Студиос в Дисниленд Париж. Айрънс озвучава Хърбърт Уелс в англоезичната версия на бившата атракция на Дисни The Timekeeper и също така повтаря ролята си на Скар във Fantasmic! – вечерното шоу на Дисниленд във Флорида, Калифорния и близо до Токио. Той е и един от разказвачите в комплекта от 4 CD-та с „Щастливият принц и други истории“, продуциран от Марк Синден и продаван в помощ на Кралския театрален фонд.
Айрънс чете англоезичната версия на аудиогида за Уестминстърското абатство в Лондон. Той дава гласа си на два големи документални филма на Националното географско дружество: „Окото на леопарда“ (Eye of the Leopard, 2006) и „Последните лъвове“ (The Last Lions, 2011). Между 2009 г. и 2012 г. е разказвач на продуцираната във Франция документална поредица за вулканите „Животът под огън“ (Life on Fire). Премиерата на сериала е по американската PBS на 2 януари 2013 г.
През 2008 г. двама изследователи – езиковед и звукорежисьор – откриват, че „перфектният [мъжки] глас“ е комбинация от гласовете на Айрънс и Алън Рикман на базата на извадка от 50 гласа. По стечение на обстоятелствата двамата актьори играят братя в поредицата „Умирай трудно“. Говорейки с 200 думи в мин. и правейки пауза от 1,2 сек. между изреченията, Айрънс се доближава много до идеалния гласов модел. Лингвистът Андрю Лин обяснява защо неговите „дълбоки дрезгави тонове“ вдъхват доверие у слушателите. Айрънс рецитира и говоримите части, основно Late Lament, за турнето за 50-годишнината на Муди Блус Days Of Future Passed и се появява във видеопрезентацията.

#### Музика
През 1985 г. Айрънс режисира музикален видеоклип на Карли Саймън и нейния популярен хит сингъл Tired of Being Blonde, а през 1994 г. има епизодична роля във видеото към хитовия сингъл на Еластика Connection.
Айрънс допринася и за други музикални изпълнения, записвайки Façade на Уилям Уолтън с дама Пеги Ашкрофт, The Soldier's Tale на Стравински, дирижиран от самия композитор, и през 1987 г. песните на Лернър и Лоуи от мюзикъла „Моята прекрасна лейди“ (My Fair Lady) с дама Кири Те Канава, издаден от Дека Рекърдс. Айрънс пее части от „Бъди готов“ във филма „Цар Лъв“.
За да отбележи 100-годишнината от рождението на Ноъл Кауърд, през 1999 г. Айрънс изпява подбор от песни на Last Night of the Proms в Роял Албърт Хол в Лондон, завършвайки с „Лондонска гордост“ (London Pride) – патриотична песен, написана през пролетта от 1941 г. по време на Блица. През 2003 г. играе Фредрик Егерман в нюйоркската възстановка на мюзикъла „Малка нощна музика" (A Little Night Music) по текст и музика на Стивън Зондхайм. Две години по-късно се появява като крал Артур в мюзикъла на Лернър и Лоуи „Камелот" на Холивуд Боул. През 2006 г. изпълнява песента на Боб Дилън Make You Feel My Love в благотворителния албум Unexpected Dreams – Songs From the Stars.
През 2009 г. Айрънс участва в албума Wintercoast на британската прогресив група Тъчстоун, записвайки повествователното въведение към него. Записът е направен в Ню Йорк през февруари 2009 г. по време на репетиции за пиесата му на Бродуей „Импресионизъм“.

## Личен живот

### Брак, деца и местожителство
През 1969 г. Айрънс се жени за Джули Халам, но бракът им е анулиран същата година.
На 28 март 1978 г. се жени за втори път – за ирландската актриса Шинейд Кюзак. Имат двама сина: Самюъл „Сам“ Айрънс (роден на 16 септември 1978 г.), който работи като фотограф и участва заедно с баща си в игралния филм „Дани – световният шампион“, и Максимилиан Пол Айрънс, известен като Макс Айрънс (роден на 17 октомври 1985 г.), също актьор. И двамата синове на Айрънс са се появявали във филми с баща си. Със съпругата си актьорът играе във филмите „Открадната красота“ (1996) и „Мочурища“ (1996).
Айрънс притежава замък от средата на 15 век: Kilcoe Castle, който реставрира при закупуването му. Замъкът се намира на остров близо до Ballydehob, Графство Корк, Ирландия и е боядисан в традиционен цвят охра, за който погрешно се твърди, че е „розов“. Актьорът има и друга ирландска резиденция в централния дъблински квартал The Liberties, както и дом в родния му град Каус, ферма в Уотлингтън, Оксфордшър и къща Mews в Нотинг Хил в Лондон.

### Религиозни и политически възгледи
Айрънс определя себе си като католик. и заявява: „Не ходя много на църква, защото не обичам да принадлежа към клуб и не ходя на изповед или нещо подобно, не вярвам в това. Но се опитвам да съм наясно къде се провалям и от време на време ходя на служба. Не бих понесъл факта да съм човек без духовна страна, защото [така] не би имало какво да те подхранва в живота освен терапията на пазаруването.“
През 1998 г. Айрънс и съпругата му са посочени в списъка на най-големите частни финансови дарители на Лейбъристката партия една година след завръщането ѝ в управлението с победата на Тони Блеър на общите избори в Обединеното кралство през 1997 г. след 18 години в опозиция. Той е и една от 40-те известни личности, които подкрепят преизбирането на представителката на Зелената партия на Англия и Уелс Каролайн Лукас на общите избори във Великобритания през 2015 г., въпреки че не подкрепят самата партия.
През 2004 г. Айрънс публично заявява подкрепата си за Провинциалния алианс (Countryside Alliance) – британска организация, популяризираща въпроси, свързани със селските райони като земеделие, малък бизнес и спортове като лов и риболов, целяща да „даде глас на селските райони във Великобритания". Според актьора Законът за лова от 2004 г., който забранява лова на диви бозайници (по-специално лисици, елени, зайци и норки) с кучета в Англия и Уелс, е „скандално посегателство срещу гражданските свободи“ и „един от двата най-опустошителни парламентарни вотове през миналия век“.
През 2007 г. в рубриката „Въпроси и отговори“ на вестник „Гардиън“ Айрънс посочва Тони Блеър като съвременника, на когото най-силно се възхищава, и това е поради факта, че „той живее публично със съзнанието, че не е съвършен“. Джордж Уокър Буш е съвременникът, когото Айрънс не може да понася, заявявайки, че „за да заеме позицията си, той трябваше да [но не] се обгради с по-надеждни хора“.

### Каузи и благотворителност
На връчването на наградите „Тони“ през 1991 г. Айрънс е една от малкото знаменитости, които носят червена лента в подкрепа на борбата срещу СПИН. Той е първата знаменитост, която я носи на екрана.
Актьорът е откровен критик на смъртното наказание и подкрепя кампанията на правозащитната организация Амнести Интернешънъл UK за премахването му в световен мащаб. Той смята, че то нарушава две основни човешки права: правото на живот и правото никой да не подлежи на изтезания, и добавя, че макар лицата, обвинени в престъпление, да са злоупотребили с тези права, това да подкрепяш да им бъде причинено същото е все едно да си един от тях.
През 2009 г. Айрънс подписва петиция в подкрепа на полския филмов режисьор Роман Полански, призовавайки за освобождаването му, след като Полански е арестуван в Швейцария във връзка с обвинението си за дрога и изнасилване на 13-годишно момиче от 1977 г.
През 2011 г. актьорът е критикуван в British Medical Journal за дейностите си по набиране на средства в подкрепа на The College of Medicine – лобистка група за алтернативна медицина във Великобритания, свързана с принц Чарлз.
През 2013 г. Айрънс предизвика дискусия с интервюто си за HuffPost. В него той заявява, че макар да няма твърдо мнение за еднополовите бракове, той смята, че те пораждат интересни въпроси като например дали узаконяването им ще отвори вратата за връзки вътре в семейството: „Възможно ли е баща да се ожени за сина си?“, пита той и твърди, че това „не е кръвосмешение между мъже“, защото „кръвосмешение има, за да ни предпазва от близкородствено размножаване, а мъжете не се размножават [помежду си]“; той също така си задава въпроса дали еднополовите бракове ще позволят на бащите да предават имуществото на синовете си, без да бъдат облагани с данъци. По-късно Айрънс изяснява коментарите си, казвайки, че просто е искал да даде пример за ситуация в състояние да доведе до „правна треска“ относно законите, позволяващи еднополовите бракове, и че е бил интерпретиран погрешно. Добавя, че някои гей връзки са „по-здравословни“ от хетеросексуалните. Той заявява в интервю за Би Би Си, че му се ще да си е затварял устата, преди да попита дали при узаконяването на еднополовите бракове бащите ще могат да се женят за синове си.
Актьорът подкрепя законната възможност за аборт, като казва, че вярва, че „жените трябва да имат правото да вземат решението". Въпреки това се съгласява с привърженик на Движението против абортите и е цитиран да казва, че „църквата има право да твърди, че абортът е грях“.
Айрънс е патрон на Emergency Response Team Search and Rescue (ERTSAR), който е признат от ООН за животоспасителен екип за търсене и спасяване при бедствия и е регистрирана благотворителна организация. Базиран е в родния му окръг Оксфордшър, Англия. Айрънс подкрепя редица други благотворителни организации, включително Prison Phenix Trust в Англия и базираната в Лондон Evidence for Development, която се стреми да подобри живота на най-нуждаещите се хора по света чрез предотвратяването на глада и чрез доставката на хранителни помощи. През 2000 г. Айрънс получава наградата „Златна плоча“ (Golden Plate Award) на Американската академия за постижения, връчена от члена на Съвета за награждаване Оливия де Хавиланд по време на Международната среща на върха в Лондон.
През 2010 г. Айрънс участва в промоционалното видео на The 1billionhungry Project – световен стремеж за привличане на поне един 1 млн. подписа в петиция, призоваваща международните лидери да преместят глада на върха на политическия дневен ред.
Актьорът е назначен за Посланик на добра воля на Организацията по прехрана и земеделие на ООН през 2011 г. През 2013 г. е разказач в документалния филм на Андрю Лауер Sahaya Going Beyond за работата на благотворителната организация Sahaya International.
През ноември 2015 г. Айрънс подкрепя кампанията No Cold Homes на британската благотворителна организация Turn2us. Той е една от близо 30-те знаменитости, сред които Хелън Мирън, Хю Лори и Ед Шийрън, които даряват зимни дрехи за кампанията, като приходите са използвани в помощ на хората в Обединеното кралство за отоплението на домовете им през зимата.
Айрънс е патрон на Chiltern Shakespeare Company, която представя шекспирови пиеси ежегодно в Бекънсфийлд, Бъкингамшър, и на базираната в Лондон драматична школа The Associated Studios. Той получава почетно доживотно членство в Юридическото дружество на Университетския колеж в Дъблин през септември 2008 г. в чест на приноса му към телевизията, киното, аудиото, музиката и театъра. Също така през 2008 г. става Почетен доктор на университета „Саутхамптън Солент“. На 20 юли 2016 г. е обявен за Kанцлер на Университет „Бат Спа“ – церемониална фигура на университета, която има и важна посланическа роля.

### Допълнителна информация
Айрънс говори перфектно френски език, обича ските и градинарството, и е отличен конеездач. Привърженик е на английския футболен отбор ФК „Портсмут“. Заклет пушач е, но не обича да пие. Бил е близък приятел с милиардера-филантроп Пол Гети.

## Признание

### Награди
- 1979: Награда Clarence Derwent за най-добър актьор в поддържаща роля (пиеса „Задната колона“)
- 1984: Награда „Тони“ за най-добър актьор в пиеса („Истинско нещо“)
- 1984: Награда на Драматургичната лига за изключителен актьор в пиеса („Истинско нещо“)
- 1987: Давид на Донатело за най-добър чуждестранен актьор („Мисията“)
- 1988: Награда на Нюйоркските филмови критици за най-добър актьор („Смъртоносна връзка“)
- 1989: Награда „Джини“ за най-добър актьор в главна роля („Смъртоносна връзка“)
- 1989: Награда на Асоциацията на чикагските филмови критици за най-добър актьор („Смъртоносна връзка“)
- 1990: Награда на Асоциацията на лосанджелистките филмови критици за най-добър актьор („Смъртоносна връзка“)
- 1990: Награда „Франсоа Трюфо“ на филмов фестивал „Джифони“
- 1990: Награда на Кръга на филмовите критици от Канзас сити за най-добър актьор („Обрат на съдбата“)
- 1991: Оскар за на-добра главна мъжка роля („Обрат на съдбата“)
- 1991: „Златен глобус“ за най-добър актьор в драма („Обрат на съдбата“)
- 1991: Награда на Асоциацията на чикагските филмови критици за най-добър актьор („Обрат на съдбата“)
- 1991: Награда на Дружеството на бостънските филмови критици за най-добър актьор („Обрат на съдбата“)
- 1991: Награда на Националното дружество на филмовите критици на САЩ („Обрат на съдбата“)
- 1994: Награда „Ани“ за най-добро постижение за аудио изпълнение („Цар лъв“)
- 1994: Награда „Сант Жорди“ за най-добър чуждестранен актьор („Вреда“, „Мадам Батърфлай“ и „Мочурища“)
- 1997: Награда „Еми“ за изключително гласово изпълнение („Зигфрид Сасон“ в еп. War without End на документалния филм The Great War and the Shaping of the 20th Century)
- 1997: Награда на Филмовия фестивал „Пюсан“
- 1997: Награда „Доносция“ на Международния филмов фестивал „Сан Себастиан“ за цялостен принос
- 1998: Европейски филмови награди за цялостен принос
- 2000: Награда „Златна плоча“ на Американската академия за постижения

- 2002: Почетен „Сезар“
- 2006: „Еми“ за изключителна поддържаща мъжка роля за минисериал или филм („Елизабет I“)
- 2006: Награда на Онлайн филмова и телевизинна асоциация за най-добър актьор в поддържаща роля във филм или минисериал („Елизабет I“)
- 2007: „Златен глобус“ за най-добър актьор в поддържаща роля в сериал, минисериал или тв филм („Елизабет I“)
- 2007: Награда на Гилдията на киноактьорите за най-добър актьор в телевизионен филм или минисериал („Елизабет I“)
- 2012: Награда „Робърт Олтман“ (награди „Независим дух“) („Предел на риска“), споделена
- 2013: Награда „Хуадинг“ за цялостен принос
- 2014: „Еми“ за изключителен разказвач (еп. Game of Lions на документалния сериал Big Cat Week)
- 2015: Награда на филмовия фестивал „Златен портокал“ в Анталия за цялостен принос
- 2017: Награда YoGa (Специална награда) за най-преекспониран актьор (Assassin's Creed (2016) „Батман срещу Супермен: Зората на справедливостта“ (2016), „Кореспонденцията“ (2016), „Небостъргач“ (2015), „Човекът, който познаваше безкрайността“ (2015) и „Надпревара“ (2016))
- 2019: Награда „Сант Жорди“ за цялостен принос

### Номинации
- 1982 „Еми“ за изключителен актьор в сериал или филм („Завръщане в Брайдсхед“)
- 1982: БАФТА за най-добър актьор („Жената на френския лейтенант“)
- 1982: БАФТА за най-добър актьор („Завръщане в Брайдсхед“)
- 1983: „Златен глобус“ за най-добър актьор в минисериал или телевизионен филм („Завръщане в Брайдсхед“)
- 1985: „Грами“ за най-добър албум с речитатив, с Глен Клоуз (пиеса „Истинско нещо“)
- 1987: „Златен глобус“ за най-добър актьор в драма („Мисията“)
- 1987: „Давид на Донатело“ за най-добър чуждестранен актьор („Мисията“)
- 1988: Награда на Кръга на нюйоркските филмови критици за най-добър актьор („Обрат на съдбата“)
- 1989: Европейска сребърна панделка на италианския синдикат на филмове журналисти („Смъртоносна връзка“)
- 1990: „Сатурн“ на Академията за научна фантастика, фентъзи и филми на ужасите на САЩ („Смъртоносна връзка“)
- 1990: Награда на Кръга на нюйоркските филмови критици за най-добър актьор („Обрат на съдбата“)
- 1994: Награди Awards Circuit Community за най-добър актьор в поддържаща роля („Цар лъв“)
- 1995: MTV Movie + TV за най-добър злодей (Скар в „Цар лъв“)
- 1997: „Сателит“ за най-добър актьор в поддържаща роля в драма („Открадната красота“)
- 1999: MTV Movie + TV за най-добра целувка („Лолита“)
- 2003: „Призма“ за изпълнение в тв филм или минисериал („Последно обаждане“)
- 2005: „Сателит“ за най-добър актьор в поддържаща роля в комедия или мюзикъл („Да бъдеш Джулия“)
- 2009: „Сателит“ за най-добър актьор в минисериал или тв филм („Джорджия О'Киф“)
- 2010: „Златен глобус“ за най-добър актьор в минисериал или телевизионен филм („Джорджия O'Киф“)
- 2010: Награда на Гилдията на киноактьорите за най-добър актьор в тв филм или минисериал („Джорджия O'Киф“)
- 2011: Онлайн филмова и телелвизионна асоциация за най-добър актьор в драматичен сериал („Закон и ред: Специални разследвания“)
- 2011: „Готам“ за най-д0бър актьорско изпълнение в екип („Предел на риска“), споделена
- 2011: „Златна нимфа“ на Телевизионен фестивал „Монте Карло“ за изключителен актьор в драматичен сериал („Династията на Борджиите“)
- 2011: Награда на Дружеството на филмовите критици „Феникс“ за най-добър актьорски екип („Предел на риска“), споделена
- 2012: „Златен глобус“ за най-добър актьор в тв сериал – драма („Династията на Борджиите“)
- 2012: Награди AARP (Филми за пораснали) за най-добър поддържащ актьор („Предел на риска“)
- 2012: Награда на Асоциацията на филмовите критици от Охайо за на-добър актьорски състав („Предел на риска“), споделена
- 2013: Награда Behind the Voice на озвучителните актьори за най-добро мъжко вокално изпълнение в телевизионен сериал в гостуваща роля („Семейство Симпсън“)
- 2014: Награда на Гилдията на киноактьорите за най-добър актьор в телевизионен филм или минисериал („Кухата корона“)
- 2020: „Еми“ за изключителен актьор в сериал с край или филм („Стражи“)
- 2020: Онлайн филмова и телевизионна асоциация за най-добър актьор в кино или сериал с край („Стражи“)

## Участия
| година | заглавие                                                       | оригинално заглавие                           | роля                       | режисьор                     | филмов жанр                    | бележки                           |  |
| ------ | -------------------------------------------------------------- | --------------------------------------------- | -------------------------- | ---------------------------- | ------------------------------ | --------------------------------- |  |
| 1980   | Нижинский                                                      | Nijinski                                      | Михаил Фикин               | Хърбърт Рос                  | биографичен, драма             |                                   |  |
| 1981   | Грешницата от Лайм Риджис (Жената на френския лейтенант)       | The French Lieutenant's Woman                 | Чарлс Хенри Смитсън и Майк | Карел Рейш                   | драма                          |                                   |  |
| 1982   |                                                                | Moonligtning                                  | Новак                      | Йежи Сколимовски             | драма                          |                                   |  |
| 1983   |                                                                | Betrayal                                      | Джери                      | Дейвид Джоунс                | драма, трилър                  |                                   |  |
| 1983   | Куклата на капитана                                            | The Captain's Doll                            | Капитан Алекс Хепуърт      | Клод Уотъм                   | драма                          | телевизионен филм                 |  |
| 1983   |                                                                | The Wild Duck                                 | Харолд                     | Хенри Сафран                 | драма                          |                                   |  |
| 1984   | Една любов на Суан                                             | Swann in Love                                 | Чарлс Суон                 | Фолкер Шльондорф             | драма                          |                                   |  |
| 1986   | Мисията                                                        | The Mission                                   | Отец Габриел               | Ролан Жофе                   | драма, исторически             | Номинация за „Златен глобус“      |  |
| 1988   | Смъртоносна връзка                                             | Dead Ringers                                  | Бевърли и Елиът Ментъл     | Дейвид Кронънбърг            | драма, ужаси                   |                                   |  |
| 1989   |                                                                | The Dream                                     | мъж с монолог              | Норман Стоун                 |                                | късометражен                      |  |
| 1989   |                                                                | Danny the Champion of the World               | Уилям Смит                 | Гевин Милър                  | приключенски, драма            | тв филм                           |  |
| 1989   | Смях в залата                                                  | A Chorus of Disapproval                       | Гай Джоунс                 | Майкъл Уинър                 | комедия, драма                 |                                   |  |
| 1989   | Австралия                                                      | Australia                                     | Едуард Пирсън              | Жан-Жак Адриен               | драма                          |                                   |  |
| 1990   | Обрат на съдбата                                               | Reversal of Fortune                           | Клаус фон Бюлов            | Барбе Шрьодер                | драма, биографичен             | Награда „Златен глобус“ и „Оскар“ |  |
| 1990   |                                                                | Larry King TNT Extra                          | себе си                    | Ян Рифкинсън                 | биографичен                    | тв филм                           |  |
| 1991   |                                                                | The Beggar's Opera                            | затворник                  | Жири Менцел                  | комедия, драма                 |                                   |  |
| 1991   | Кафка                                                          | Kafka                                         | Франц Кафка                | Стивън Содърбърг             | драма                          |                                   |  |
| 1992   | Вреда                                                          | Damage                                        | Д-р Стивън                 | Луи Мал                      | драма                          |                                   |  |
| 1992   | Мочурища                                                       | Waterland                                     | Том Крик                   | Стивън Гиленхаал             | драма                          |                                   |  |
| 1992   |                                                                | The Time Keeper/ From Time to Time            | Х. Дж. Уелс                | Джеф Блайт                   | приключенски                   | късометражен                      |  |
| 1993   | Мадам Бътерфлай                                                | M. Butterfly                                  | Рене Галимар               | Дейвид Кроненбърг            | драма, романс                  |                                   |  |
| 1993   | Къщата на духовете                                             | The House of the Spirits                      | Естебан Труеба             | Биле Аугуст                  |                                |                                   |  |
| 1995   | Умирай трудно 3                                                | Die Hard: With a Vengeance                    | Саймън Грубър              | Джон Мактиърнън              |                                |                                   |  |
| 1996   | Открадната красота                                             | Stealing Beauty                               | Алекс                      | Бернардо Бертолучи           | драма                          |                                   |  |
| 1997   | Китайска кутия                                                 | Chinese Box                                   | Джон                       | Уейн Уанг                    | драма, романс                  |                                   |  |
| 1997   | Лолита                                                         | Lolita                                        | Хъмбърт Хъмбърт            | Ейдриън Лайн                 | драма, романс                  |                                   |  |
| 1997   |                                                                | Mirad                                         | Джука                      |                              | драма                          | телевизионен филм                 |  |
| 1998   | Желязната маска                                                | The Man in the Iron Mask                      | Арамис                     | Рендал Уолъс                 | екшън, приключенски            |                                   |  |
| 2000   |                                                                | Ohio Impromptu                                | Четец и слушател           | Чарлз Стъридж                |                                | късометражен                      |  |
| 2000   |                                                                | Longitude                                     | Рупърт Гоулд               | Чарлз Стъридж                | драма, исторически             | телевизионен филм                 |  |
| 2000   | Подземия и дракони                                             | Dungeons and Dragons                          | Профион                    | Къртни Соломон               | фентъзи, приключенски          |                                   |  |
| 2001   | Четвъртият ангел                                               | The Fourth Angel                              | Джак Елгин                 | Джон Ървин                   | екшън, драма                   |                                   |  |
| 2002   |                                                                | Callas Forever                                | Лари Кели                  | Франко Дзефирели             | биографичен, драма             |                                   |  |
| 2002   | Последният зов                                                 | Last Call                                     | Ф. Скот Фитцджералд        | Хенри Бромъл                 | биографичен, драма             | телевизионен филм                 |  |
| 2002   | Машината на времето                                            | The Time Machine                              | Юбер-Морлок                | Саймън Уелс                  | приключенски, фантастика       |                                   |  |
| 2002   | И сега... Дами и Господа...                                    | And Now... Ladies and Gentlemen...            | Валентин                   | Клод Льолуш                  | криминален, драма              |                                   |  |
| 2004   | Венецианският търговец                                         | The Merchant of Venice                        | Антонио                    | Майкъл Редфорд               | драма                          |                                   |  |
| 2004   | Да бъдеш Джулия                                                | Being Julia                                   | Майкъл Гослин              | Ищван Сабо                   | комедия, драма                 |                                   |  |
| 2004   |                                                                | Mathilde                                      | Полк. Де Петрис            | Нина Мимика                  | драма                          |                                   |  |
| 2005   | Небесно царство                                                | Kingdom of Heaven                             | Тиберий                    | Ридли Скот                   | приключенски, драма            |                                   |  |
| 2005   | Казанова                                                       | Casanova                                      | Пучи                       | Ласе Халстрьом               | приключенски, драма            |                                   |  |
| 2006   | Инланд Емпайър                                                 | Inland Empire                                 | Кингсли Стюарт             | Дейвид Линч                  | драма, фентъзи                 |                                   |  |
| 2006   | Ерагон                                                         | Eragon                                        | Бром                       | Стефен Фангмейер             | фентъзи, приключенски          |                                   |  |
| 2006   |                                                                | The Secret Policemen Ball                     | себе си                    | Джулия Ноулс                 | комедия                        | тв филм                           |  |
| 2008   | Апалуза                                                        | Appaloosa                                     | Рандал Браг                | Ед Харис                     | криминален, екшън              |                                   |  |
| 2009   | Розовата пантера 2                                             | The Pink Panther 2                            | Алонсо Авеланеда           | Харалд Цварт                 | екшън, приключение             |                                   |  |
| 2009   |                                                                | Georgia O'Keeffe                              | Алфред Щиглиц              | Боб Балабан                  | биографичен, драма             | тв филм                           |  |
| 2011   | Предел на риска                                                | Margin Call                                   | Джон Тулд                  | Дж. С. Чандър                | драма, трилър                  |                                   |  |
| 2012   | Думите                                                         | The Words                                     | Старецът                   | Браян Клъгман и Лий Стърнтал | драма                          |                                   |  |
| 2013   | Нощен влак до Лисабон                                          | Night Train to Lisbon                         | Реймънд Григориъс          | Били Огъст                   | мистерия, романс               |                                   |  |
| 2013   | Прелестни създания                                             | Beautiful Creatures                           | Мейкън Рейвънхуд           | Ричард Лагравенезе           | фентъзи, драма                 |                                   |  |
| 2014   |                                                                | A.M.P.A.S. Tribute Film: Jean Claude Carriere | себе си                    | Мишел Охайон                 | биографичен                    |                                   |  |
| 2015   | Небостъргач                                                    | High-Rise                                     | Роял                       | Бен Уитли                    | драма, научна фантастика       |                                   |  |
| 2015   | Човекът, който познаваше безкрайността                         | The Man Who Knew Infinity                     | Г. Х. Харди                | Мат Браун                    | биографичен, драма             |                                   |  |
| 2016   | Батман срещу Супермен: Зората на справедливостта               | Batman v Superman: Dawn of Justice            | Алфред Пениуърт            | Зак Снайдър                  | научна фантастика, приключение |                                   |  |
| 2016   | Кореспонденцията                                               | La corrispondenza                             | Ед Ферум                   | Джузепе Торнаторе            | драма, романс                  |                                   |  |
| 2016   | Assassin's Creed                                               | Assassin's Creed                              | Алан Рикин                 | Джъстин Курцел               | екшън, научна фантастика       |                                   |  |
| 2016   | Надпревара                                                     | Race                                          | Ейвъри Бръндидж            | Стивън Хопкинс               | биографичен, драма             |                                   |  |
| 2016   |                                                                | Their Finest                                  | Военен министър            | Лоне Схерфиг                 | комедия, драма                 |                                   |  |
| 2016   |                                                                | I Wish for You                                | Дядо                       | Стюарт Райдаут               |                                | късометражен                      |  |
| 2017   | Лигата на справедливостта                                      | Justice League                                | Алфред Пениуърт            | Зак Снайдър                  | екшън, фентъзи, приключенски   |                                   |  |
| 2018   | Червената лястовица                                            | Red Sparrow                                   | Валдимир Корчной           | Франсис Лорънс               | екшън, драма, трилър           |                                   |  |
| 2018   |                                                                | Better Start Running                          | Гарисън                    | Брет Саймън                  | екшън, комедия                 | и изпълнителен продуцент          |  |
| 2018   |                                                                | An Actor Prepares                             | Атикъс Смит                | Стив Кларк                   | комедия                        |                                   |  |
| 2020   | Любов, сватби и други бедствия                                 | Love, Weddings & Other Disasters              | Лоурънс Филипс             | Денис Дюгън                  | комедия, романс                |                                   |  |
| 2021   | Лигата на справедливостта: Режисьорската версия на Зак Снайдър | Zack Snyder's Justice League                  | Алфред Пениуърт            | Зак Снайдър                  | екшън, фентъзи, приключенски   | реж. версия                       |  |
| 2021   |                                                                | Munich: The Edge of War                       | Невил Чембърлейн           | Крисчън Швочов               | драма                          | тв филм                           |  |
| 2021   | Домът на Гучи                                                  | House of Gucci                                | Родолфо Гучи               | Ридли Скот                   | драма                          |                                   |  |
| 2023   |                                                                | Cello                                         | Франческо                  | Дарън Лин Баусман            | ужаси                          |                                   |  |
| 2023   | Светкавицата                                                   | The Flash                                     | Алфред Пениуърт            | Анди Мускиети                | екшън, фантастика              |                                   |  |
| 2024   |                                                                | The Beekeeper                                 | Уолъс Уестуайлд            | Дейвид Айър                  | екшън                          |                                   |  |
|        |                                                                | Frankel                                       | Хенри Сесил                | Рон Скалпело                 | биографичен                    |                                   |  |

| година      | заглавие                            | оригинално заглавие                | епизод                                                         | роля                                 | режисьор                           | филмов жанр                     | бележки |
| ----------- | ----------------------------------- | ---------------------------------- | -------------------------------------------------------------- | ------------------------------------ | ---------------------------------- | ------------------------------- | --- |
| 1971        |                                     | The Rivals of Sherlock Holmes      | The Case of the Mirror of Portugal                             | племенник                            | Майк Варди                         | криминален, драма               | |
| 1974        |                                     | Notorious Woman                    | Trial Conflict                                                 | Ференц Лист                          |                                    | драма                           | |
| 1974        |                                     | The Pallisers                      | 6 епизода                                                      | Франк Тригиър                        |                                    | драма, романс                   | |
| 1975        |                                     | Churchill's People                 | Liberty Tree                                                   | Самюел Рос                           |                                    | драма, исторически              | |
| 1977        |                                     | Love for Lydia                     | 8 епизода                                                      | Алекс Сандърсън                      |                                    | драма, романс                   | |
| 1978        |                                     | BBC2 Play of the Week              | Langrishe Go Down                                              | Ото Бек                              |                                    | драма                           | |
| 1979        |                                     | BBC Play of the Month              | The Voysey Inheritance                                         | Едуард Войси                         |                                    | драма                           | |
| 1981        | Завръщане в Брайдсхед               | Brideshead Revisited               | 11 епизода                                                     | Чарлз Райдър                         | екип                               | драма, романс                   | Номинация за „Златен глобус“ и за „Еми“                                                                       |
| 1984        |                                     | Carnival of the Animals            |                                                                | себе си                              | Паул Лустих Дункел                 | музикален                       | късометражен                                                                                                  |
| 1992        |                                     | Performance                        | Tales from Hollywood                                           | Одон Фон Хорват                      |                                    | драма                           | |
| 1995        |                                     | Comic Relief                       | „Oliver 2: Let's twist Again“                                  | Г-н Детеубиец                        | Джеф Магнолис, Робърт Бърнет и др. | комедия                         | TV Special |
| 2003        |                                     | Comic Relief                       | Harry Potter and the Secret Chamberpot of Azerbaijan           | Сивиръс Снейп                        |                                    | комедия                         | TV Special |
| 2005        | Елизабет I                          | Elizabeth I                        | еп.1.1 и еп. 1.2.                                              | Лорд Дъдли/ граф Истър               | Том Хупър                          | биографичен, драма, исторически | Награда „Еми“ за най-добър поддържащ актьор Награда „Златен глобус“ за най-добър поддържащ актьор в тв сериал |
| 2006        |                                     | American Chopper: The Series       | Eragon Bike 2                                                  | себе си                              |                                    |                                 | |
| 2008        | Цветът на магията                   | The Colour of Magic                | част 1: The Colour of Magic част 2: The Light Fantastic (2008) | Патриций                             |                                    | приключенски, комедия           | |
| 2010        | Закон и ред: Специални разследвания | Law & Order: Special Victims Unit  | Totem Mask                                                     | Д-р Кептън Джексън                   |                                    | криминален                      | |
| 2011 и 2013 | Династията на Борджиите             | The Borgias                        | 29 епизода                                                     | Папа Александър VІ / Родриго Борджия | Ед Харис                           | драма, исторически              | Номинация за „Златен глобус“ за най-добър актьор в тв сериал                                                  |
| 2011        |                                     | Behind the Scenes with Melissa Leo |                                                                | себе си                              |                                    |                                 | минисериал |
| 2012        | Кухата корона                       | The Hollow Crown                   | Част 1 и част 2                                                | Хенри VIII                           |                                    | драма, исторически              | |
| 2019        | Пазителите                          | Watchmen                           | 8 епизода                                                      | Ейдриън Вайд                         | Деймън Линделоф                    | екшън, драма                    | |
| 2022        |                                     | The Pentaverate                    | 6 епизода                                                      |                                      | Майк Майърс                        | комедия                         | минисериал |
|             |                                     | The Count of Monte Cristo          | 1 епизод                                                       | Абат Фария                           |                                    | драма                           | |

| година | заглавие          | оригинално заглавие                                                                         | роля                                     | режисьор                                    | филмов жанр              | бележки         |
| ------ | ----------------- | ------------------------------------------------------------------------------------------- | ---------------------------------------- | ------------------------------------------- | ------------------------ | --------------- |
| 1982   |                   | Spaceship Earth                                                                             | разказвач в 3-тото издание (1994 – 2007) |                                             |                          | късометражен    |
| 1985   |                   | The Statue of Liberty                                                                       | себе си                                  | Кен Бърнс                                   | документален             |                 |
| 1990   | Гражданска война  | The Civil War (всички 9 епизода)                                                            | различни                                 |                                             | документален             | минисериал      |
| 1992   |                   | Earth and the American Dream                                                                | четец                                    | Бил Кутюрие                                 | документален             |                 |
| 1994   |                   | Russia's Last Tsar                                                                          | разказвач                                | Робърт Кенър                                | документален             | тв филм         |
| 1994   | Цар лъв           | The Lion King                                                                               | Скар                                     | Роджър Алерс и Роб Минков                   | анимационен              |                 |
| 1995   |                   | In the Wild (в еп. Whales with Christopher Reeve)                                           | глас                                     |                                             | докуменатален            | тв сериал       |
| 1996   |                   | The Great War and the Shaping of the 20th Century (еп. Slaughter; War Without End и Mutiny) | Зигфрид Сасуун                           |                                             | документален             | тв минисериал   |
| 1999   |                   | Poseidon's Fury: Escape from the Lost City                                                  | Посейдон                                 | Гари Годард                                 | приключение, фентъзи     | късометражен    |
| 1999   |                   | Faeries                                                                                     | Сменящия форма                           | Гари Хърст                                  | анимация                 |                 |
| 2001   |                   | Het korte leven van Anne Frank                                                              | разказвач                                | Гети Нетен                                  | документален             | тв късометражен |
| 2003   |                   | Kingdom of David: The Saga of the Israelites                                                | глас                                     | Карл Байкър и Мич Уилсън                    | документален             | тв филм         |
| 2005   |                   | Predators at War                                                                            | разказвач                                | Джеф Моралес                                | докуменатален            | тв филм         |
| 2006   |                   | Eye of the Leopard                                                                          | разказвач                                | Бевърли и Дерек Жубер                       | документален             | тв филм         |
| 2006   |                   | 1984                                                                                        | екранен глас                             | Браян Лардж                                 | драма, мюзикъл           | тв филм         |
| 2009   |                   | The Chronoscope                                                                             | себе си като разказвач                   | Андрю Ледж                                  | приключенски             | късометражен    |
| 2009   |                   | The Magic 7                                                                                 | Thraxx                                   | Роджър Холцберг                             | анимация, приключенски   | тв филм         |
| 2010   |                   | Trappeurs de volcans                                                                        | разказвач в англ. версия                 | Франсоа дьо Риберол и Бертран Лойе          | документален             |                 |
| 2010   |                   | Naissance d'une ile                                                                         | разказвач в англ. версия                 | Бертран Лойе                                | документален             |                 |
| 2010   |                   | The Majestic Plastic Bag                                                                    | разказвач                                | Джеръми Конер                               | екшън, комедия           | късометражен    |
| 2011   |                   | The Last Lions                                                                              | разказвач                                | Дерек Жубер                                 | документален             |                 |
| 2011   |                   | Eco-Hollywood                                                                               | себе си като разказвач                   | Брент Роски                                 |                          | TV Special      |
| 2011   |                   | Prohibition (еп. A Nation of Drunkards)                                                     | четец                                    |                                             | документален             | тв минисериал   |
| 2011   |                   | L'aventure humaine (еп. Volcans d'Islande, et demain?)                                      | разказвач                                |                                             | биографичен              | тв сериал       |
| 2012   | Семейство Симпсън | The Simpons (еп. Moe Goes from Rags to Riches)                                              | Bar Rag                                  | Бон Андерсън и Майк Б. Андерсън             | анимационен, комедия     | тв сериал       |
| 2013   |                   | Big Cat Week (еп. Game of Lions)                                                            | разказвач                                |                                             | документален             | тв сериал       |
| 2013   |                   | The Wind Gods                                                                               | разказвач                                | Фриц Мичъл                                  | документален             |                 |
| 2013   |                   | Life on Fire: Wildlife on the Volcano's Edge (6 епизода)                                    | разказвач                                |                                             |                          | тв сериал       |
| 2014   |                   | Endless Corridor                                                                            | разказвач                                | Александрас Брокас и Миндаугас Урбонавициус | документален             |                 |
| 2017   |                   | Sir Peter Hall Remembered                                                                   | себе си като разказвач                   | Сали Норис                                  | документален             | тв филм         |
| 2017   |                   | Birds Like Us                                                                               | Кондор                                   | Фарук Сабанович и Амела Кухара              | анимационен              |                 |
| 2023   |                   | Once Upon a Studio                                                                          | Скар                                     | Дан Ейбрахам, Трент Кори                    | късометражен анимационен |                 |

| година | ориригинално заглавие                                                                            | част от                                         | жанр               |
| ------ | ------------------------------------------------------------------------------------------------ | ----------------------------------------------- | ------------------ |
| 1984   | “Carnival of the Animals“                                                                        | Carnival of the Animals                         | тв късометражен    |
| 1984   | „Put Down the Duckie“                                                                            | Sesame Street, Special                          | тв филм            |
| 1989   | „All Through the Night“, „Let Us Take The Road“, „Tom Tinker's My True Love“, „Lumps of Pudding“ | A Chorus of Disapproval                         | комедия, драма     |
| 1990   | „Put Down the Duckie“ (1986)                                                                     | Sing Yourself Silly!                            | късометражно видео |
| 1994   | „Be Prepared“ (1994), „I've Got a Lovely Bunch of Coconuts“ (1944)                               | The Lion King                                   | анимация           |
| 1996   | „The Triumphant Beautiful Egg“                                                                   | Storytime with the Stars                        | видео              |
| 1997   | „My Carmen“                                                                                      | Lolita                                          | филм               |
| 2010   | „Be Prepared“ (1994)                                                                             | The Nostalgia Critic (еп. Top 11 Villain Songs) | тв сериал          |

| година | оригинално заглавие                                                                   | роля                       | режисьор                 | бел.               |
| ------ | ------------------------------------------------------------------------------------- | -------------------------- | ------------------------ | ------------------ |
| 1989   | Danny and the Dirty Dog: The Making of 'Roald Dahl's Danny the Champion of the World' | разказвач                  |                          | тв късометражен    |
| 1990   | Giffoni Film Festival                                                                 | себе си                    | Кьовари Тамас            | късометражен       |
| 1994   | The Making of the 'Lion King'                                                         | себе си                    | Дан Брут                 | късометражен       |
| 1994   | The Lion King: A Musical Journey with Eton John                                       | себе си                    | Джон Джопсън             | тв филм            |
| 1995   | A Night too Die For                                                                   | себе си                    |                          | тв късометражен    |
| 1995   | The First 100 Years: A Celebration of American Movies                                 | себе си                    | Чъл Уоркман              | тв                 |
| 1995   | On the Set of 'Lolita'                                                                | себе си                    |                          | късометражно видео |
| 1996   | Ballando con Berolucci                                                                | себе си                    | Леонардо Чели            | тв късометражен    |
| 1998   | The Making of 'The Man in the Iron Mask'                                              | себе си                    |                          | късометражно видео |
| 2000   | The Beatles revolution                                                                | себе си                    | Руди Бернар              |                    |
| 2001   | The Making of 'Dungeons and Dragons'                                                  | себе си                    | Джефри Шварц             | късометражно видео |
| 2003   | Check the Gate: Putting Beckett on Film                                               | себе си, четец и разказвач | Пиърс Лихейн             | видео              |
| 2003   | Broadway: The Golden Age, by the Legends Who Were There                               | себе си                    | Рик Маккей               | видео              |
| 2003   | Hititler                                                                              | разказвач                  | Толга Йормек             | късометражен       |
| 2005   | Gelibolu                                                                              | разказвач                  | Толга Йормек             |                    |
| 2005   | Kingdom of Hope: The Making of 'Kingdom of Heaven'                                    | себе си                    | Дейн Макмастър           | тв късометражен    |
| 2005   | Merchant of Venice': Shakespeare Through the Lens                                     | себе си                    | Майкъл Джилис            | късометражно видео |
| 2005   | RSC Meets USA: Working Shakespeare                                                    | разказвач                  | Том Тодоров              | видео              |
| 2006   | Kingdom of Heaven': Interactive Production Grid                                       | себе си                    | Чарлз де Лаурика         | видео              |
| 2006   | Relentless Enemy                                                                      | разказвач                  | Бевърли и Дерек Жубер    | видео              |
| 2006   | TV's 50 Greatest Stars                                                                | себе си                    | Джон Пайпър и Сю Макмеон | тв филм            |
| 2006   | The Outsider                                                                          | себе си                    | Питър Джентиле           | късометражен       |
| 2006   | The Path to Redemption                                                                | себе си                    | Чарлз де Лаузирика       | видео              |
| 2007   | Inside the Inheritance Trilogy: The Magic of 'Eragon'                                 | себе си                    |                          | видео              |
| 2008   | Eden at the End of the World                                                          | разказвач                  | Дъг Бертран              |                    |
| 2009   | The Power of the Powerless                                                            | разказвач                  | Кори Тейлър              |                    |
| 2010   | Face Booth                                                                            | себе си                    | Кейти Крауфорд           |                    |
| 2011   | Ray McAnally M'Athair                                                                 | себе си                    | Браян Редин              |                    |
| 2012   | Trashed                                                                               | себе си                    | Кандида Брейди           |                    |
| 2012   | Another Way Home                                                                      | разказвач                  | Майкъл Туоми             |                    |
| 2012   | The Making of Henry IV Part 1 и Part 2                                                | себе си                    |                          | късометражен       |
| 2012   | Seeds of Freedom                                                                      | себе си и Хенри VIII       | Джес Филимор             |                    |
| 2013   | Sahaya Going Beyond                                                                   | себе си                    | Ендрю Лауер              |                    |
| 2013   | Decoding Die Hard                                                                     | себе си                    | Джефри Лърнър            | видео              |
| 2013   | Goodbye Gardanaland                                                                   | себе си                    | Вики Томас               | тв филм            |
| 2013   | Muse on Fire                                                                          | себе си                    | Дан Пул и Джилс Терера   |                    |
| 2015   | The Day Everest Shook                                                                 | себе си като разказвач     | Дик Бауър                | тв филм            |
| 2016   | Batcave: Legacy of the Lair                                                           | себе си                    |                          | късометражно видео |
| 2016   | Batman: Austerity & Rage                                                              | себе си                    |                          | късометражно видео |
| 2016   | Dawn of the Justice League                                                            | себе си                    | Ерик Матис               | тв късометражен    |
| 2018   | Broadway: Beyond the Golden Age                                                       | себе си                    | Рик Маккей               |                    |
| 2019   | The Prado Museum. A Collection of Wonders                                             | себе си като разказвач     | Валерия Паризи           |                    |
| 2019   | Broadway: The Next Generation                                                         | себе си                    | Рик Маккей               |                    |
| 2019   | That Others May Live                                                                  | себе си                    | Гари 'Си-Джоу' Фу        |                    |

| година | оригинално заглавие            | епизоди                                                               | роля                                  | бел.       |
| ------ | ------------------------------ | --------------------------------------------------------------------- | ------------------------------------- | ---------- |
| 1981   | On the Town                    | 2.1                                                                   | себе си                               |            |
| 1991   | Omnibus                        | Shakespeare: A Year with the RSC                                      | себе си                               |            |
| 1991   | Forty Minutes                  | Autogeddon                                                            | себе си като четец                    |            |
| 1991   | Everyman                       | The Dream                                                             |                                       |            |
| 1995   | Seekers of the Lost Treasure   | Thompson and the Well of Sacrifice; The Great Belzoni                 | себе си като разказвач                |            |
| 1999   | 60 Minutes                     | сегмент 2 от Don't Ask, Don't Tell/Rumpole of the Bailey/Agent Orange | себе си и актьор                      |            |
| 2000   | Night of the Thousand Shows    |                                                                       | себе си                               | TV Special |
| 2002   | Hyper Show                     | еп. от 19 септември                                                   | Майкъл Паркинсън                      |            |
| 2003   | Freedom: A History of the US   | Safe for Democracy; Liberty for All; Independence                     | Лорд Грей, крал Джеймс I и Томас Пейн |            |
| 2005   | Jeremy Vine Meets...           | еп. 2.1                                                               | себе си                               |            |
| 2005   | History vs. Hollywood          | Kingdom of Heaven                                                     | себе си                               |            |
| 2006   | Who Do You Think You Are?      | Jeremy Irons                                                          | себе си                               |            |
| 2007   | The Directors                  | The Films of Adrian Lyne                                              | себе си                               |            |
| 2008   | The Story of the Costume Drama | The Stars                                                             | себе си                               |            |
| 2010   | Arena                          | Harold Pinter: A Celebration                                          | различни                              |            |
| 2012   | Shakespeare Uncovered          |                                                                       | себе си                               |            |
| 2013   | Brisant                        | еп. от 14 февруари                                                    | себе си                               |            |
| 2014   | WEDU Arts Plus                 | еп. 303                                                               | себе си                               |            |
| 2015   | Metropolis                     | Paris; London; Rome; San Francisco; Manhattan                         | себе си                               | минисериал |
| 2019   | History of Emirates            |                                                                       | себе си като водещ                    | минисериал |

| година    | заглавие                       | заглавие на английски         | автор(и)                           | роля                             | място                                                                                                  |
| --------- | ------------------------------ | ----------------------------- | ---------------------------------- | -------------------------------- | --- |
| 1969      | Зимна приказка                 | The Winter's Tale             | Уилям Шекспир                      | Флорицъл                         | Бристъл Олд Вик                                                                                        |
| 1969      | Сенна хрема                    | Hay Fever                     | Ноъл Кауърд                        | Саймън                           | Бристъл Олд Вик                                                                                        |
| 1969      | Какво видя икономът            | What the Butler Saw           | Джо Ортън                          | Ник                              | Бристъл Олд Вик                                                                                        |
| 1969      | Майор Барбара                  | Major Barbara                 | Джордж Бърнард Шоу                 |                                  | Бристъл Олд Вик                                                                                        |
| 1969      | Слуга на двама господари       | A servant of Two Master       | Карло Голдони                      |                                  | Бристъл Олд Вик                                                                                        |
| 1969      | Макбет                         | Macbeth                       | Уилям Шекспир                      |                                  | Бристъл Олд Вик                                                                                        |
| 1969      | Момчето приятел                | The Boy Friend                | Санди Уилсън                       |                                  | Бристъл Олд Вик                                                                                        |
| 1970      | Както ви харесва               | As You Like It                | Уилям Шекспир                      |                                  | Бристъл Олд Вик                                                                                        |
| 1970      | О, каква прекрасна война!      | Oh! What a Lovely War!        | Чарлз Чилтън                       |                                  | Малък театър Бристъл                                                                                   |
| 1970      | Училище за сплетни             | The School for Scandal        | Ричард Шеридан                     |                                  | Малък театър Бристъл                                                                                   |
| 1971/1973 | Божие заклинание               | Godspell                      | Джон Майкъл Тебелак и Стивън Шварц | Йоан Кръстител и Юда Искариотски | Раундхаус и Театър „Уиндам“ (Лондон)                                                                   |
| 1973      | Записките на един луд          | The Diary of a Madman         | Николай Гогол                      | Лудият                           | Акт Ин (Лондон)                                                                                        |
| 1974      | Много шум за нищо              | Much Ado About Nothing        | Уилям Шекспир                      | Дон Педро                        | Театър „Янг Вик“ (Лондон)                                                                              |
| 1974      | Хранителят                     | The Careataker                | Харълд Пинтер                      | Мик                              | Театър „Янг Вик“ (Лондон)                                                                              |
| 1975      | Укротяване на опърничавата     | The Taming of the Shrew       | Уилям Шекспир                      | Петрукио                         | Раундхаус (Лондон)                                                                                     |
| 1976      | Див овес                       | Wild Oats                     | Джон О'Киф                         | Хари Тъндър                      | Театър „Олдуич“ (Лондон)                                                                               |
| 1977      | Див овес                       | Wild Oats                     | Джон О'Киф                         | Хари Тъндър                      | Театър „Пикадили“ (Лондон)                                                                             |
| 1978      | Задната колона                 | The Rear Column               | Саймъ Грей                         | Джеймисън                        | Театър „Глобус“ (Лондон)                                                                               |
| 1984      | Истинско нещо                  | The Real Thing                | Том Стопард                        | Хенри                            | Ню Йорк                                                                                                |
| 1986      | Зимна приказка                 | The Winter's Tale             | Уилям Шекспир                      | крал Леонид                      | Кралски Шекспиров театър (Стратфорд на Ейвън)                                                          |
| 1986      | Скитникът                      | The Rover                     | Афра Бен                           | Уилмор                           | Театър „Суон“ (Стратфорд на Ейвън) и Театър „Мърмейд“ (Лондон)                                         |
| 1986      | Ричард II                      | Richard II                    | Уилям Шекспир                      | Ричард II                        | Кралски Шекспиров театър                                                                               |
| 1987      | Ричард II                      | Richard II                    | Уилям Шекспир                      | Ричард II                        | Театър „Барбикан“ (Лондон)                                                                             |
| 2003      | Малка нощна музика             | A Little Night Music          | Стивън Зондхайм                    | Фредрик Егерман                  | Ню Йорк                                                                                                |
| 2005      | Празнуване                     | Celebration                   | Харолд Пинтър                      | Расъл                            | Театър „Гейт“ (Дъблин) и Театър „Албъри“ (Лондон)                                                      |
| 2006      | Жарава                         | Embers                        | Кристофър Хемптън                  | Хенрик                           | Театър „Херцог на Йорк“ (Лондон)                                                                       |
| 2008      | Никога не си бил толкова добре | Never So Good                 | Хауърд Брентън                     | Харолд Макмилън                  | Кралски национален театър (Лондон)                                                                     |
| 2009      | Импресионизъм                  | Impressionism                 | Майкъл Джейкъбс                    | Томас Бакъл                      | Театър „Гералд Шьонфелд“ (Манхатън, Ню Йорк)                                                           |
| 2013      | Мистериозни пиеси              | The Mystery Plays             | средновековни                      | Господ                           | Катедрала на Глостър и Катедрала на Устър                                                              |
| 2016      | Дългият път на деня към нощта  | Long Day's Journey into Night | Южин О'Нийл                        | Джеймс Тайрон                    | Бристъл Олд Вик                                                                                        |
| 2018      | Дългият път на деня към нощта  | Long Day's Journey into Night | Южин О'Нийл                        | Джеймс Тайрон                    | Театър „Уиндам“ (Лондон), Музикална академия на Бруклин и Център „Аненберг“ (Бевърли Хилс, Калифорния) |